# Проспект Курако (Новокузнецк)
Проспе́кт Кура́ко (до 1949 г. - Магистральный проезд) — одна из центральных улиц в Новокузнецке. Длина — 2,6 км. Проходит от привокзальной площади через реку Абу до НКМК. До 2015 года по улице были проложены трамвайные пути.

## История
В 1930 году, в период Кузнецкстроя, на месте проспекта были непроходимые трясины, не позволяющие подъехать к площадке строительства. Для осушения болота, днём и ночь, несколько тысяч землекопов возили камень и грунт. Большими усилиями дорога была построена и получила своё изначальное название — Магистральный проезд (или Диагональное шоссе). На ней стали строиться первые здания: бараки, баня, клуб, деревянный цирк, а также Первый дом, в котором располагались управление НКВД и милиции. Ни одно из этих довоенных построек не уцелело до наших дней: бараки и клуб со временем снесли, а цирк сгорел.
В 1949 году, проспект получил своё нынешнее название в честь металлурга Михаила Константиновича Курако. В память о нём, на доме № 12, установлена памятная табличка, на которой написано:
Проспект назван в честь великого мастера доменного дела М. К. Курако, который жил в Кузнецке 1917—1920 г.г.
Проспект Курако не относится к центральным улицам города, но важен тем, что является некой границей, соединяющей Центральный (чётные дома) и Куйбышевский (нечётные дома) районы города.
В конце 3-й пятилетки (1938—1942 годы) планировалось пустить по проспекту Курако троллейбус, но окончательно это реализовали только 40 лет спустя

## Мост через Абу
В 1931 году по проспекту Курако, через реку Аба, был построен первый в городе деревянный мост. В 1933 году вместо него возвели первый в СССР цельносварной металлический мост, который также стал первым трамвайным мостом в Сибири и является самым широким мостом в Новокузнецке. Длина моста 46 метров, ширина 28 метров, а выдерживаемая нагрузка до 35 тонн.

## Транспорт
Трамвайная линия существовала с 1968 года по 2015 год. На момент закрытия следовали маршруты № 5 и №12. Автобус следует по всему проспекту.
Осенью 2015 года взамен трамвая открыто троллейбусное движение, по которому проходит маршрут троллейбуса № 7.
Улица используется автобусными маршрутами № 17, 22, 27, 27к, 28, 53, 54, 63, 65, 67, 68, 70, 70*, 86, 151, 151д, 155, 160, 162, 165, 170. По направлению к вокзалу используется также маршрутами № 7, 80 и 81. Проспект Курако является конечной остановкой для автобусных маршрутов № 7, 65, 67, 68, 80, 81 и 86. Также по проспекту Курако проезжают пригородные и междугородние автобусы, следующие в Прокопьевск, Белово, Кемерово, Новосибирск и т.д.

### Остановки
- Площадь Побед (пр. Курако) — троллейбус № 7, автобусы № 17, 22, 27к, 28, 53, 54, 70, 70*, 86, 88, 155, 165.
- Рынок (пр. Курако) — троллейбус № 7, автобусы № 17, 22, 27к, 70, 70*, 86, 88, 151, 151д, 155, 159, 165, 170.
- Ростелеком — троллейбус № 7, автобусы № 17, 22, 27к, 70, 70*, 86, 88, 155 (от Левого берега), а также идущие в сторону вокзала № 159, 162, 165 и 170.
- Суворова — троллейбус № 7, автобусы № 22, 27к, 70, 70*, 86, 88, 160, 170, а также № 27 и 165 следующие в сторону вокзала.
- Аптека № 103 — троллейбус № 7, автобусы № 7, 22, 27к, 54, 63, 65, 67, 68, 70, 70*, 80, 81, 86, 88, 151д в сторону вокзала, аналогично троллейбус № 7 и автобусы № 17, 22, 27, 27к, 70, 70*, 88, 151д в обратном направлении.
- Вокзал (пр. Курако) — троллейбус № 7, автобусы № 27 (по направлению от вокзала), 27к, 54, 63, 70, 70*, 88. Конечная остановка автобусных маршрутов № 7, 65, 67, 68, 80, 81, 86.

## Известные здания
- дом 33 — Штаб-квартира «Южкузбассуголь»[3].
- дом 39 — Новокузнецкий центр телекоммуникаций.
- дом 49 — Центральный крытый рынок (ныне ТЦ «Маяк»)[3][6].
- дом 49а — Евразруда.
- дом 51 — Автотранспортное предприятие КМК, имеет выходы также к Рудокопровой улице, несколько корпусов.